# Tondi (Tallinn)
Tondi est un quartier du district de  Kristiine à Tallinn en Estonie.

## Description
En 2019,  Tondi compte 4 086 habitants.
Sa superficie est de 1,33 km2.
Ses quartiers limitrophes sont Lilleküla, Kitseküla, Järve, Mustamäe et Siili.
Les rues de Tondi sont : Auli tänav, Haraka tänav, Kajaka tänav, Kampri tänav, Kitseküla tänav, Kotka tänav, Käo tänav, Linnu tee, Lõokese tänav, Nõmme tee, Oksa tänav, Pardi tänav, Rahumäe tee, Rähni tänav, Seebi tänav, Sõjakooli tänav, A. H. Tammsaare tee, Tondi tänav, Tüve tänav, Västriku tänav et Ööbiku tänav.

## Population
| 2008  | 2010  | 2011  | 2012  | 2013  | 2014  |
| ----- | ----- | ----- | ----- | ----- | ----- |
| 3 326 | 3 401 | 3 416 | 3 470 | 3 501 | 3 733 |

| 2015  | 2016  | 2017  | 2018  | 2019  | 2020  |
| ----- | ----- | ----- | ----- | ----- | ----- |
| 3 862 | 3 953 | 3 989 | 4 082 | 4 086 | 4 102 |

| 2021  | 2022  | - | - | - | - |
| ----- | ----- | - | - | - | - |
| 4 289 | 4 393 | - | - | - | - |

## Lieux et monuments
Tondi abrite le parc Sõjakooli (et), le parc Tondimõisa , le Kotka staadion, la caserne de Tondi, le Tondi maneež, la Audentese Erakool (et), le Audentese Spordigümnaasium (et), et la Tallinna Tondi Põhikool.

## Transports
Les lignes de bus n° 12, 13, 23, 28, 67 desservent Tondi.
Tondi est le terminus des lignes de tramway n° 3 et n° 4.
Dans le quartier se trouve la gare de Tondi (et), où s'arrêtent les trains de banlieue de la compagnie Elron.

## Galerie

Tondi.
Tammsaare Ärikeskus.
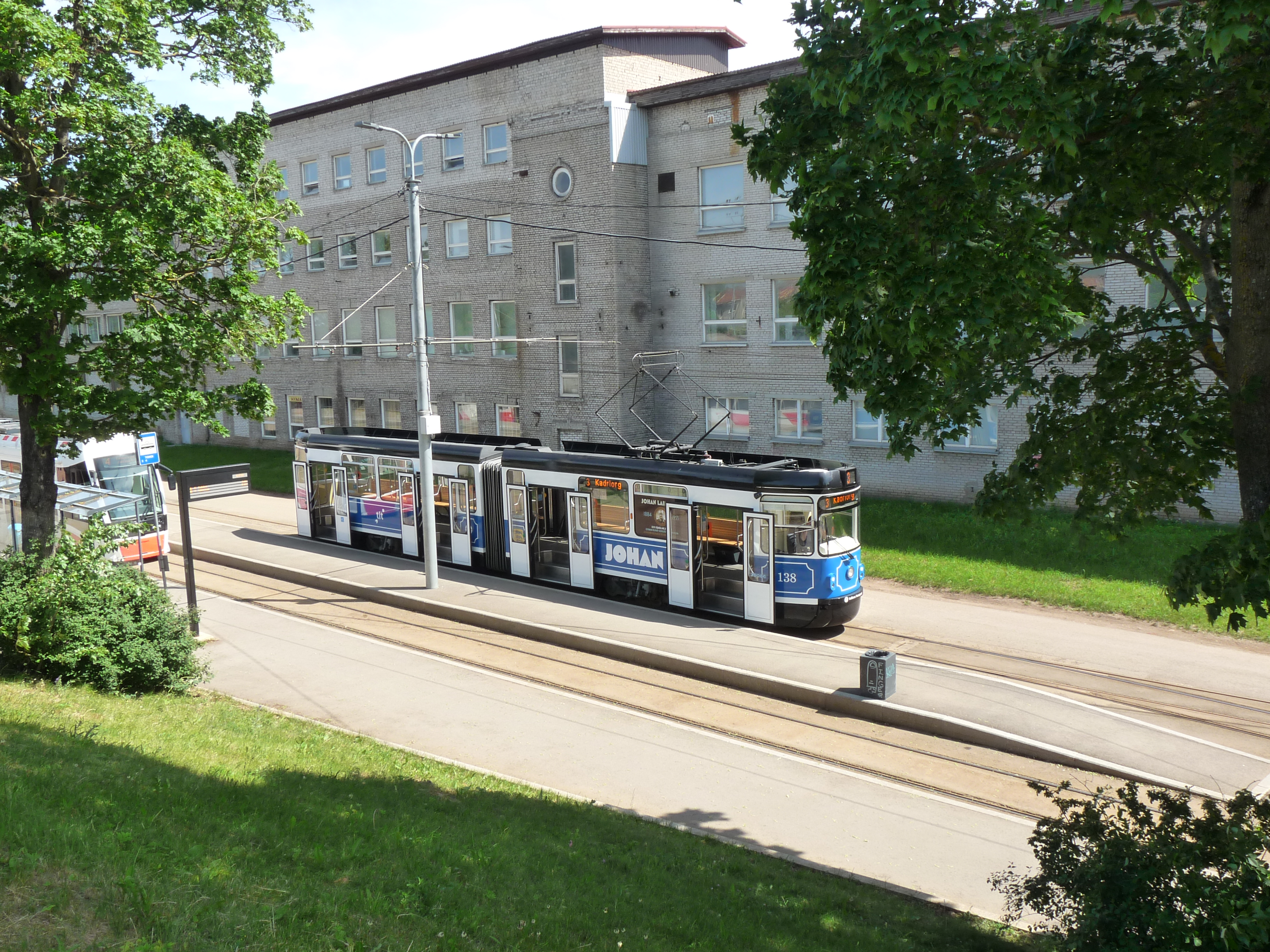
Tram à Tondi.
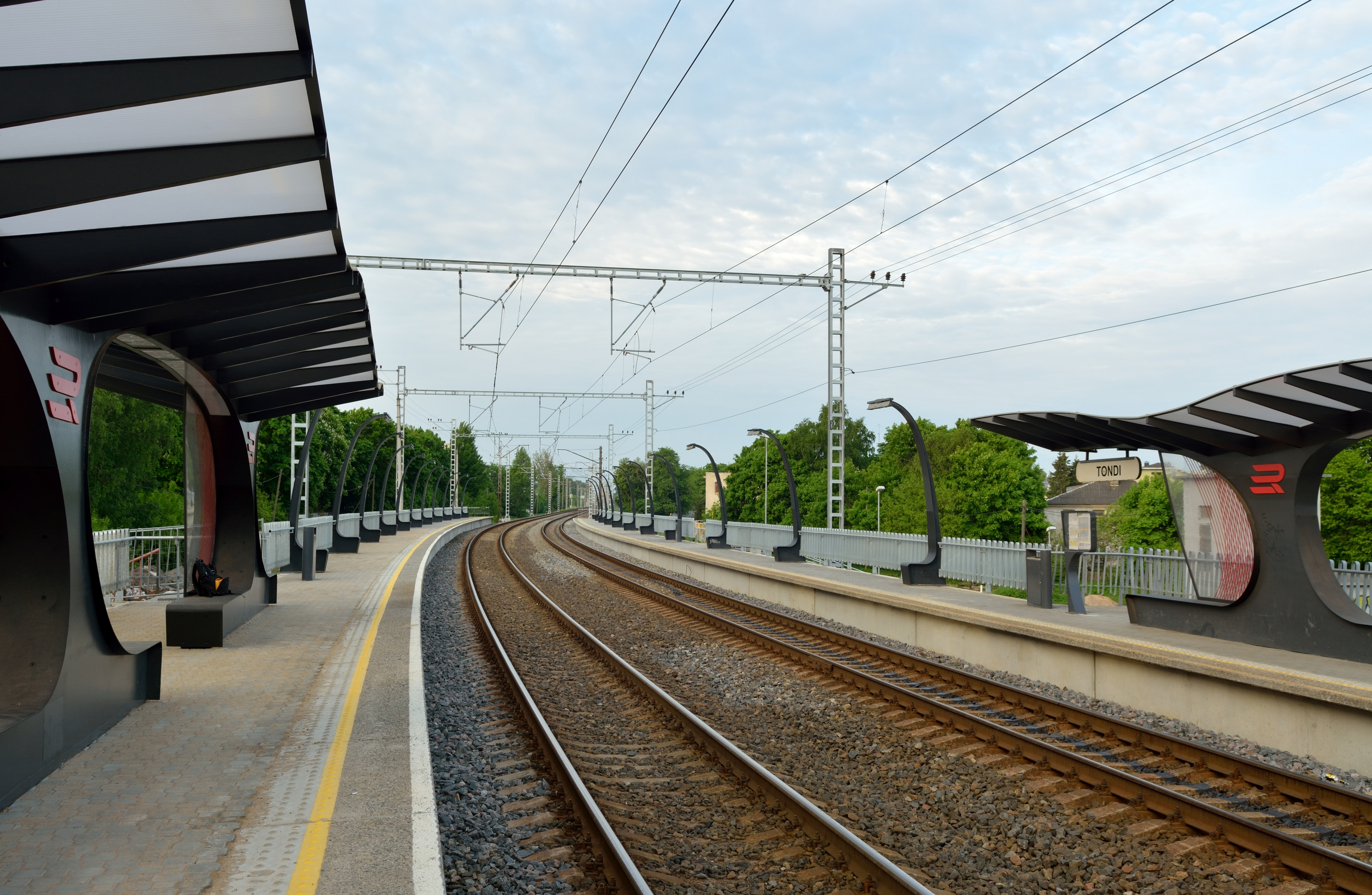
Gare de Tondi

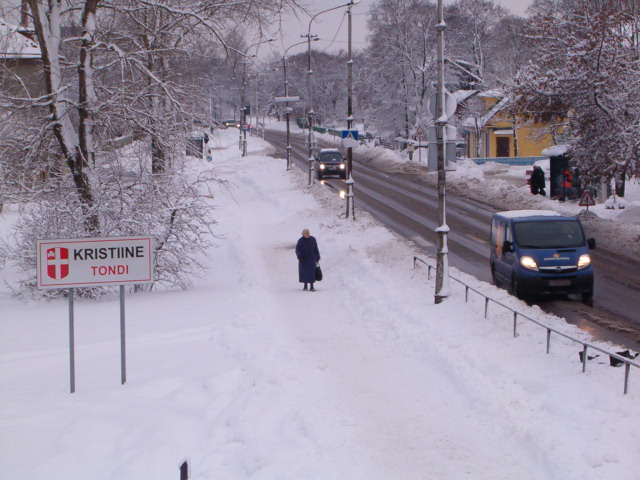
Rue Tondi
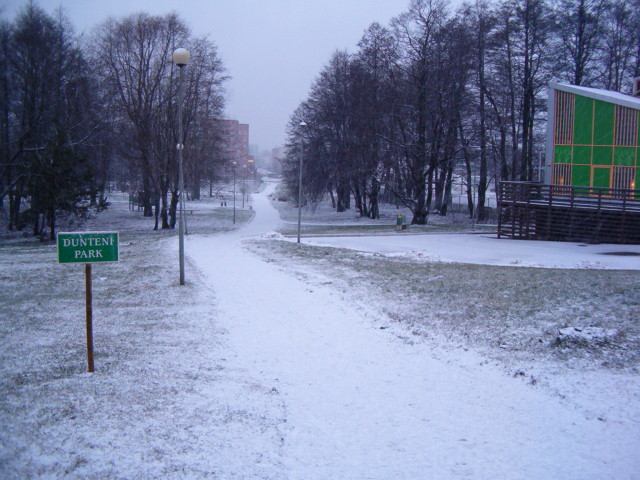
Parc Dunten
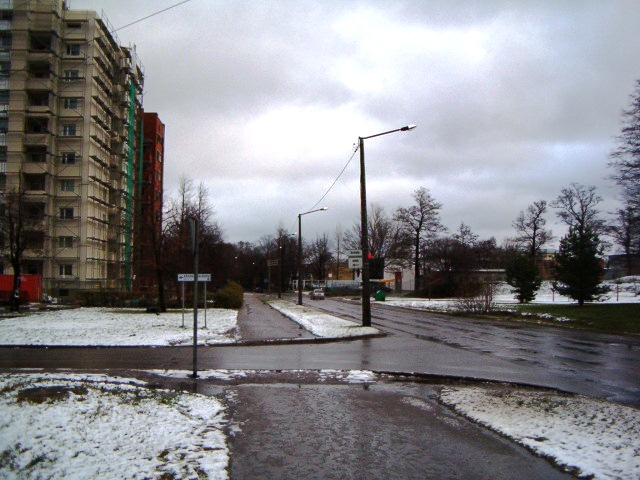
Rue Nõmme
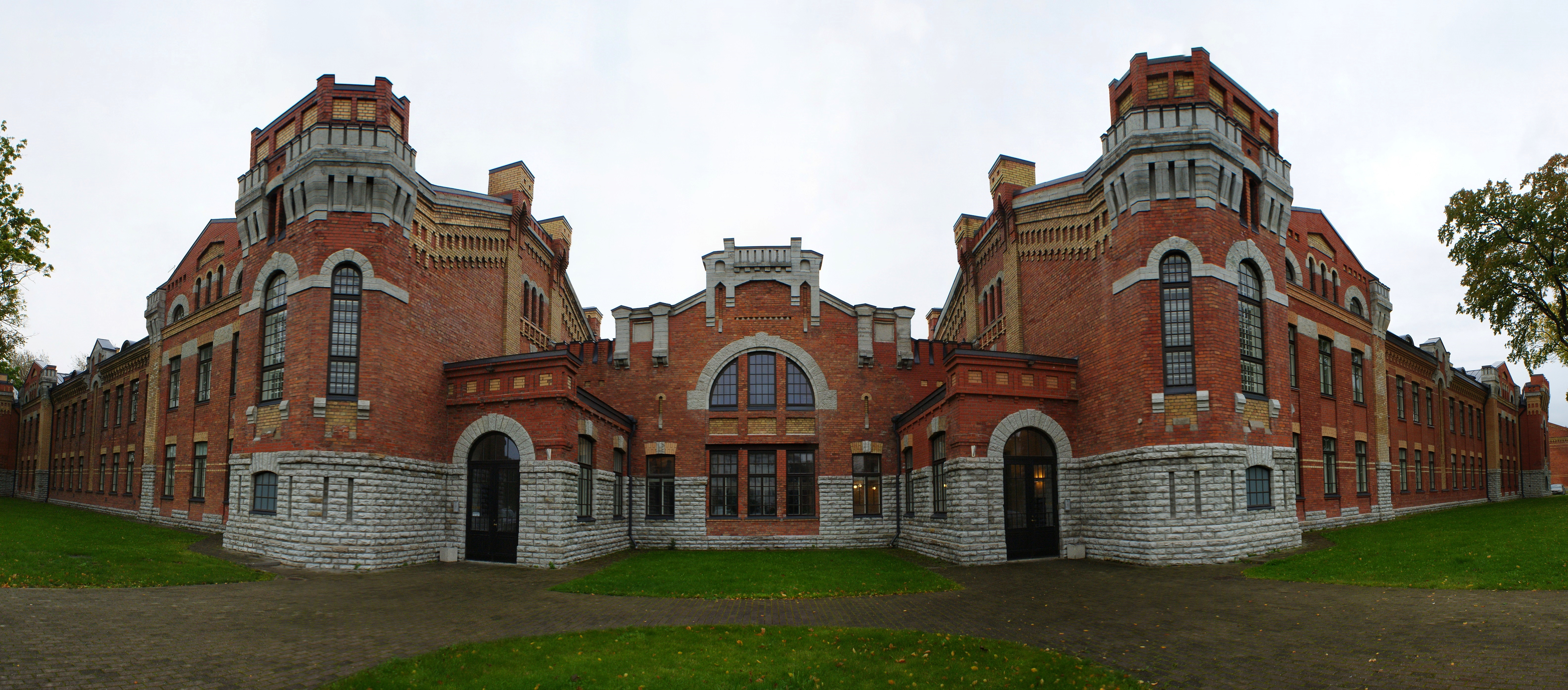
Caserne de Tondi.